# مطبخ كاليفورنيا

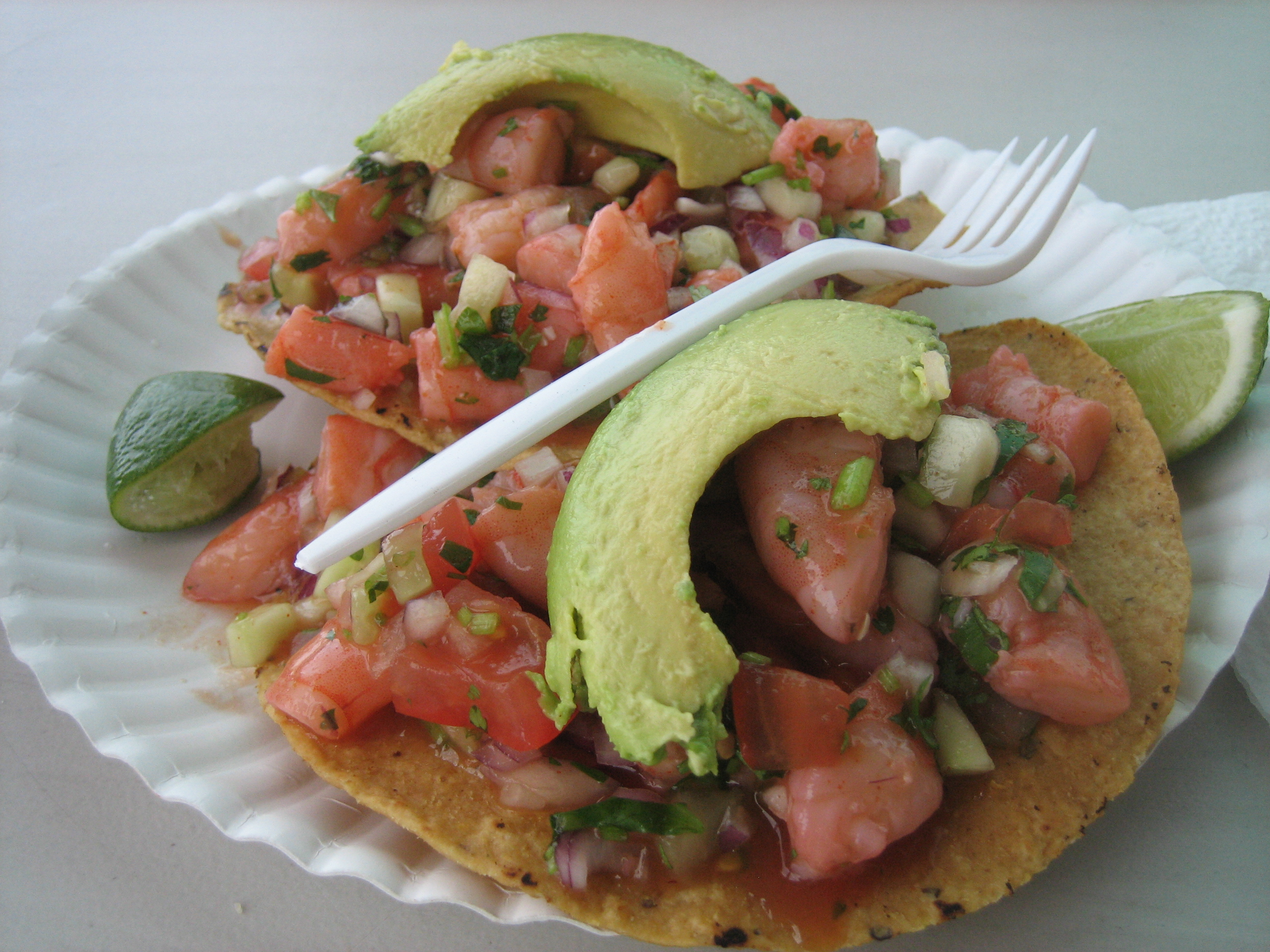
تُستادة جمبري مصنوعة من مكونات مزروعة محليًا كما تقدم في تاكوس سينالوا في بيركلي، كاليفورنيا

يعكس مطبخ كاليفورنيا ثقافة كاليفورنيا المتنوعة ويتأثر إلى حد كبير بتأثيرات أوروبية أمريكية، ولاتينية (مكسيكية، أمريكية لاتينية، إسبانية)، وشرق آسيوية وأوقيانوسية (يابانية، صينية، كورية، فلبينية، فيتنامية، تايلاندية، هاوايانية)، وأوروبية غربية (إيطالية، فرنسية، برتغالية)، بالإضافة إلى اتجاهات وتقاليد الطعام في المطبخ الأمريكي الأوسع.
تأثرت الاتجاهات الرئيسية بمزيج من المناخ المتوسطي، وجغرافيا وجيولوجيا المنطقة وقربها من المحيط، وجذورها السينمائية في هوليوود، وجذورها التقنية في وادي السيليكون ومنطقة نابا للنبيذ، فضلاً عن إنتاجها الزراعي الرئيسي. كانت كاليفورنيا في السابق جزءًا من المكسيك، مما أثر على طعام الولاية.

## المكونات المحلية
تنتشر الفواكه والخضروات واللحوم الطازجة – والكثير منها عضوي – بشكل شائع. ويعود سبب انتشارها إلى المناخ المحلي، الذي هو في الغالب مناخ متوسطي معتدل، ويشمل مجموعة متنوعة من المناخات المحلية، بالإضافة إلى الأنظمة الغذائية وأنماط الحياة المهتمة بالصحة.
في شمال كاليفورنيا، بالقرب من منطقة النبيذ، يبرز الطعام المستوحى من المطبخ الفرنسي والإيطالي والمتوسطي، بالإضافة إلى الأطباق ذات الطابع الآسيوي. تستخدم العديد من المطاعم والمقاهي والحانات الصغيرة والمشاوي مكونات يتم الحصول عليها من المزارعين المحليين وأسواق المزارعين. كما أن لخبز العجين المخمر الفريد أصوله في سان فرانسيسكو.
يعد ساحل كاليفورنيا، خاصة منطقتي الساحل الشمالي والساحل الأوسط، مصدرًا للمأكولات البحرية التي تعد عنصرًا أساسيًا في النظام الغذائي في كاليفورنيا.
تنتج كاليفورنيا تقريبًا كل لوز البلاد، والمشمش، والتمر، والتين، والكيوي، والنكتارين، والزيتون، والفستق الحلبي، والبرقوق المجفف، والجوز. وهي تتصدر إنتاج الأفوكادو، والعنب، والليمون، والشمام، والخوخ، والبرقوق، والفراولة. ويوفر هذا التنوع الزراعي في الوادي الأوسط بكاليفورنيا منتجات طازجة في الولاية. وبأقل من 1% من إجمالي الأراضي الزراعية في الولايات المتحدة، ينتج الوادي الأوسط 8% من الناتج الزراعي الوطني من حيث القيمة.
قدمت مجلة "صانسيت" (Sunset)، وهي مجلة متخصصة في أسلوب الحياة في الغرب الأمريكي وتُنشر في كاليفورنيا، وصفات أثرت على مطبخ كاليفورنيا، بما في ذلك الترويج لتناول الطعام في الهواء الطلق.

## المحار والمأكولات البحرية

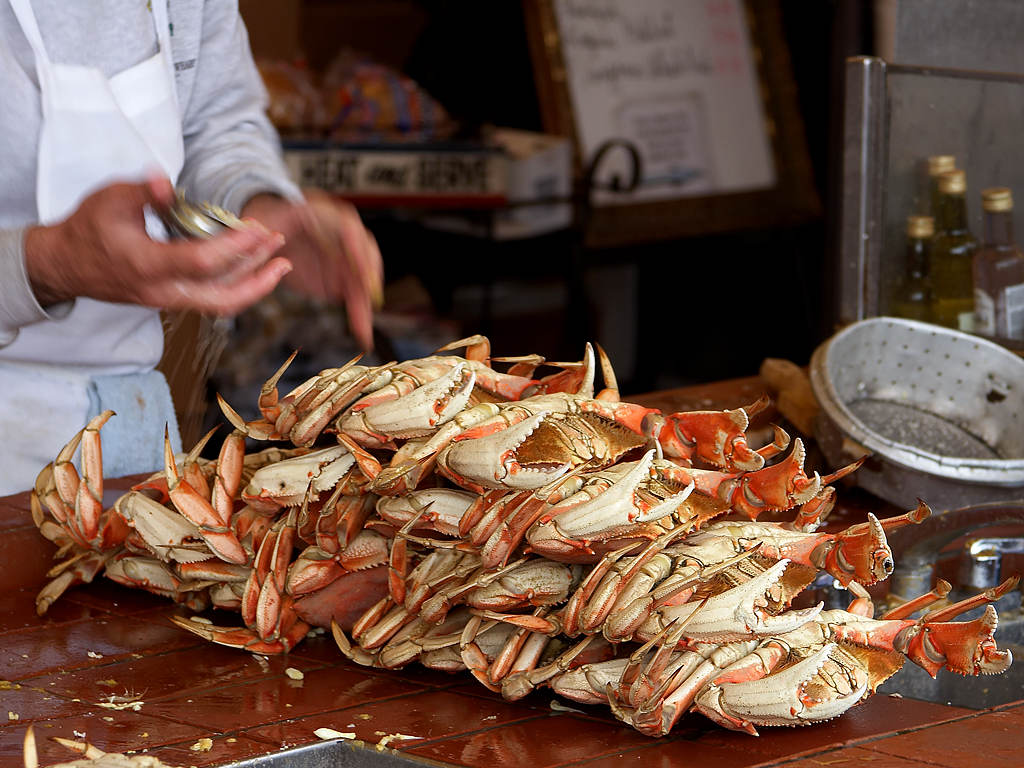
سلطعون الدانجنس جاهز للأكل في فيشرمان وورف في سان فرانسيسكو

يتوفر سلطعون الدانجنس بكثرة في شمال كاليفورنيا ومنطقة ساحل كاليفورنيا الأوسط، وكان السردين والمحار والسلمون صناعات رئيسية في الولاية قبل تدهور المخزون السمكي. ويعتبر سلمون شينوك نوعا أصليا في كاليفورنيا ومعروف بأنه يتكاثر في الأنهار المحلية، ولكنه صُنَّف من بين الأنواع المهددة بالانقراض في عام 2023.

## التأثيرات الآسيوية والأوقيانوسية
باعتبارها إحدى الولايات الأقرب إلى آسيا وأوقيانوسيا، ومع وجود سكان أمريكيين آسيويين وأوقيانوسيين منذ فترة طويلة، تميل الولاية إلى تبني أطعمة من تلك الأساليب الوطنية. وربما بدأ النمط الأمريكي للسوشي في كاليفورنيا؛ حيث يُستخدم مصطلح "كاليفورنيا رول" لوصف السوشي الذي يحتوي على الأفوكادو كمكون أساسي.
اكتسبت الحلويات الشرق آسيوية مثل آيس كريم موتشي والبوبا شعبية في جميع أنحاء كاليفورنيا والولايات المتحدة مع بدء العديد من المؤسسات التي تنتجها في كاليفورنيا.

## التأثيرات اللاتينية والإسبانية

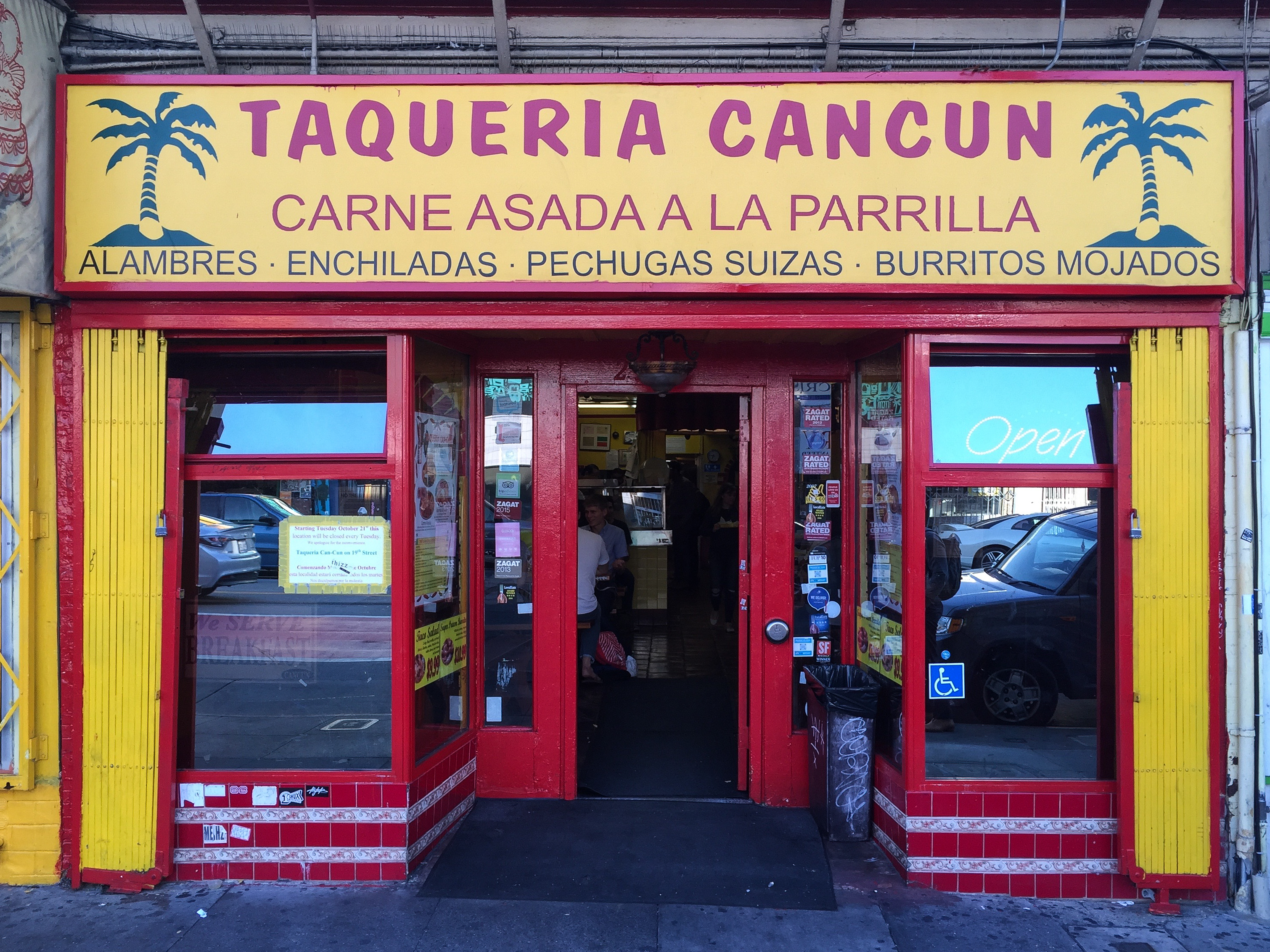
تاكيريا كانكون، حي ميشن، سان فرانسيسكو

نظرًا لجذور كاليفورنيا الاستعمارية الأوروبية الإسبانية في الغالب، وتاريخها أرضا مكسيكية، وسكانها الأصليين الذين يتألفون من شعوب أمريكا الوسطى والمستعمرين الإسبان ومربي الماشية المكسيكيين، فإن المطبخ المكسيكي والإسباني الأصل له تأثير كبير وشعبية واسعة في كاليفورنيا، وخاصة في جنوبها.
يحظى الطعام المكسيكي السريع التجاري على طراز التاكيريا، والذي يتكون من أطباق مثل البوريتو، وفول مقلي، والتورتا، والتاكو، والناتشوز، والكاساديا، بشعبية واسعة. ويمكن العثور على مطاعم التاكيريا في جميع أنحاء كاليفورنيا.
الطعام المكسيكي التقليدي، وعلى الرغم من أنه ليس شائعًا مثل الطعام التجاري، إلا أنه لا يزال يُحضّر على نطاق واسع ومتوفر بكثرة في المجتمعات الحدودية الأمريكية المكسيكية العرقية في سان دييغو، ومنطقة لوس أنجلوس الحضرية، ومنطقة خليج سان فرانسيسكو، وفي الجيوب الأمريكية المكسيكية في جميع أنحاء كاليفورنيا. تشمل أمثلة هذه الأطعمة التمال، والتُرتية، والتوستادا، والمولي، والمينودو، والبوزولي، والسوبس، وتشيلي ريلينو، والإنشيلادا.
بالإضافة إلى الطعام المكسيكي، تقدم مطاعم كاليفورنيا تقريبًا كل أنواع الطعام من أمريكا الوسطى. على سبيل المثال، تعد مطاعم البوبوسيريا (pupuserías) شائعة في المناطق التي بها عدد كبير من السلفادوريين (بوبوسا هي تورتيلا محشوة من السلفادور).
يحظى الطعام المكسيكي بأسلوب "فريش-ميكس" أو "باها"، الذي يركز على المكونات الطازجة وأحيانًا المأكولات البحرية، والمستوحى من مأكولات باها كاليفورنيا، بشعبية كبيرة. كما أن سلسلة مطاعم "إل بولو لوكو" (El Pollo Loco)، وهي سلسلة وجبات سريعة نشأت في شمال المكسيك، مشهد شائع. وتعد مطاعم مثل "روبيوز فريش ميكسيكان غريل"، و"باها فريش"، و"واهوز فيش تاكو"، و"كرونيك تاكوز"، و"تشيبوتلي"، و"كيودوبا"، و"لا سالسا" أمثلة على اتجاه الطعام المكسيكي-الأمريكي بأسلوب باها.

## المطبخ الدمجي
يحظى المطبخ الدمجي (Fusion cuisine) بشعبية كبيرة في كاليفورنيا. ويركز على استخدام المكونات الطازجة والمحلية التي غالبًا ما يتم شراؤها يوميًا من أسواق المزارعين، كما تتغير قوائم الطعام لتتكيف مع توفر المكونات في موسمها، حتى أن بعض المطاعم تنشئ قائمة طعام جديدة يوميًا.
يُعرف الشيف الكاليفورني فولفغانغ باك بأنه أحد رواد المطبخ الدمجي، حيث أشاع أطباقًا مثل سلطة الدجاج الصينية في مطعم "منزلي" (Ma Maison) في لوس أنجلوس. وقد سُمي مطعمه "شينوا" (Chinois) في سانتا مونيكا على اسم المصطلح المنسوب لريتشارد وينغ، الذي دمج في الستينيات الطبخ الفرنسي والصيني في مطعم "إمبريال داينستي" (Imperial Dynasty) السابق في هانفورد.

## الشواء
يعتبر الشواء جزءا من مطبخ كاليفورنيا منذ أن كان المكسيكيون يطهون لحم البقر في حفرة شواء في المزارع منذ أربعينيات القرن التاسع عشر. وتشتهر مدينة سانتا ماريا بـ"تراي-تيب"، وهو نوع خاص من قطع لحم البقر يمكن شويه أو خبزه أو سلقه أو تحميره.
يتأثر أسلوب الشواء في كاليفورنيا أيضًا بأساليب أريزونا ونيومكسيكو وتكساس وأوكلاهوما، التي جلبها المهاجرون من قصعة الغبار. كما يتم شواء أو تدخين الدجاج وضلوع البقر والنقانق وشرائح اللحم في حفرة شواء.
تعتمد صلصة الشواء المستخدمة في هذه الولاية على الطماطم، كما هو الحال في جميع الولايات الغربية الأخرى. ومع ذلك، فإن شواء سانتا ماريا لا يستخدم أي صلصة، بل يعتمد بدلاً من ذلك على نكهة تراي-تيب ونار خشب البلوط البطيئة التي يُطهى عليها.
تحظى ضلوع لحم الخنزير الصغيرة بشعبية في الشواء في المنطقة الغربية مقارنة بالاستخدام الشائع للضلوع الاحتياطية (spare ribs) في باقي أنحاء الولايات المتحدة.

## الساندويتشات والبرغر والوجبات السريعة

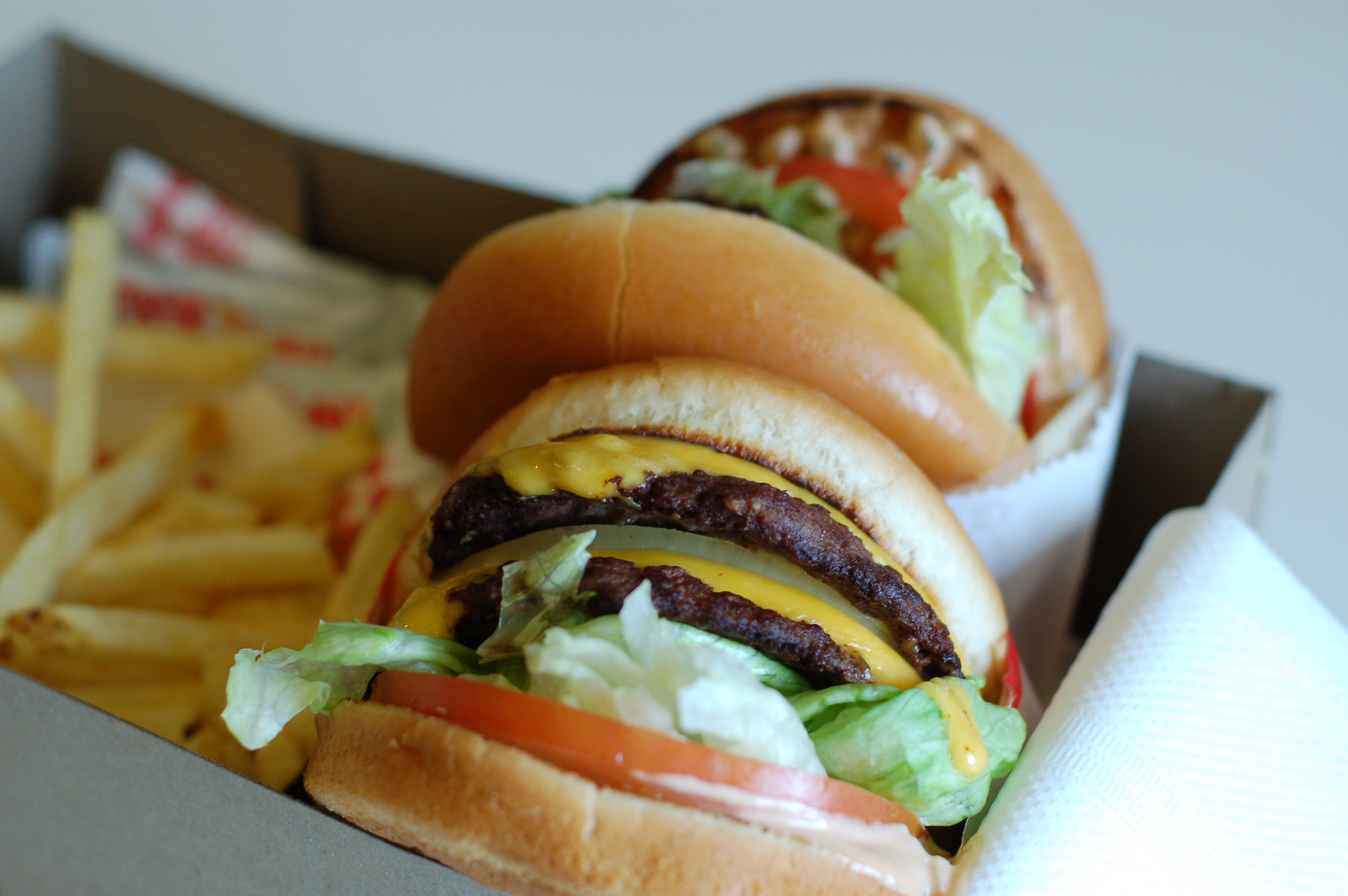
تشيز برغر "دبل-دبل" مع بطاطس مقلية من إن-ان-أوت برجر في صندوق لتناوله في السيارة

ساهمت ثقافة السيارات في جنوب كاليفورنيا واعتماد السكان على السيارات للتنقل في مدن كاليفورنيا الشاسعة بشكل كبير في شعبية مطاعم السيارات الكلاسيكية ومطاعم الخدمة السريعة الحديثة. حيت تأسست سلاسل مطاعم الوجبات السريعة مثل ماكدونالدز، وجاك إن ذا بوكس، وإن-ان-أوت برجر، وكارلز جونيور، ووِنر شنيتزل، وديل تاكو، وتاكو بل، وباندا إكسبرس، و"أوريجينال توميز"، و"فات برغر"، و"ذا هابت"، و"بيغ بوي" جميعها في جنوب كاليفورنيا.
تختلف قوائم الوجبات السريعة الإقليمية، ويعتمد ذلك بشكل عام على التركيبة العرقية للمنطقة. في جنوب كاليفورنيا، تقدم سلاسل أصغر مثل "ذا هات" الهامبرغر، والطعام المكسيكي، والبطاطس المقلية بالتشيلي، والبسطرمة.
في شمال كاليفورنيا، تقدم سلاسل أصغر مثل "غوتس رودسايد" همبرغر من لحوم "نيمان رانش" مع إضافات مثل الأفوكادو، وبرغر تونة الزعنفة الصفراء، والسلطات، ولديها بار نبيذ كامل مع العديد من الأصناف المحلية؛ والسلسلة المحلية "أوريجينال جوز" هي مطعم ستيك يقدم الطعام الإيطالي-الأمريكي، والذي يشمل طبقهم الشهير "جوز سبيشال".
في حين أن حانة تقدم الطعام ليست فريدة من نوعها في كاليفورنيا، فإن مفهوم الهامبرغر الذواقة يحظى بشعبية كبيرة.

## أطباق محددة

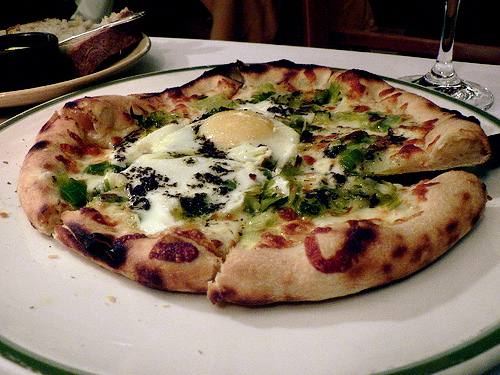
بيتزا مغطاة بالبيض من مقهى شي بانيس

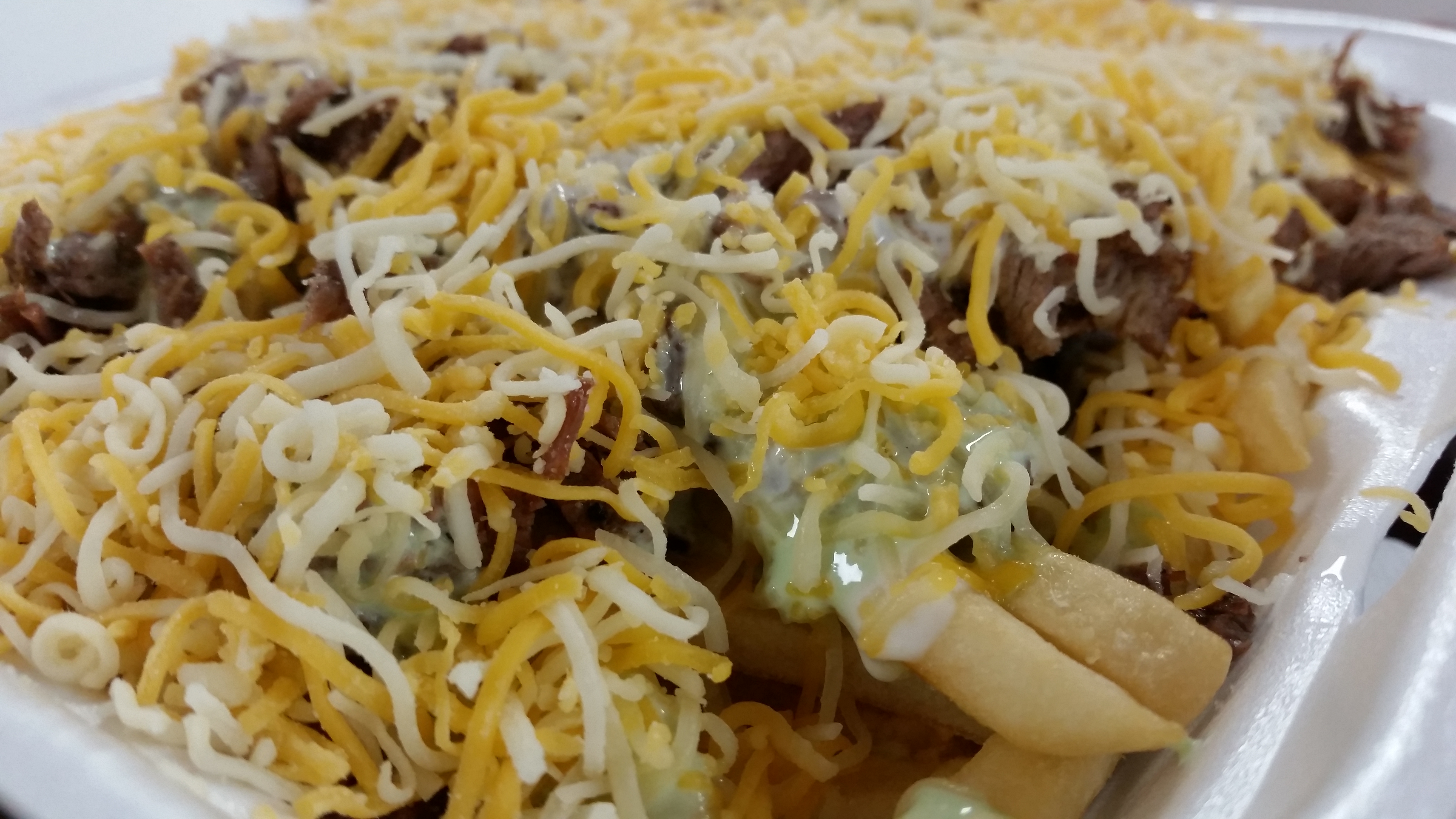
بطاطس كارني أسادا المقلية

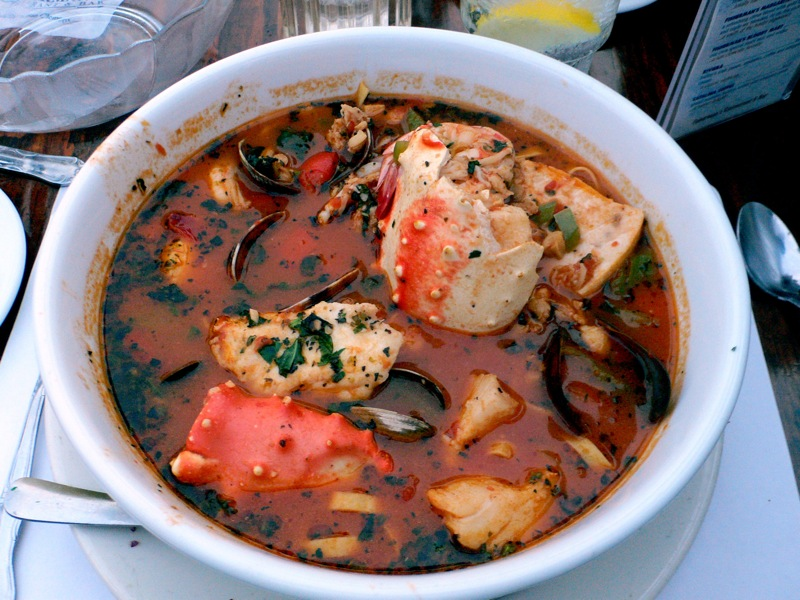
وعاء من تشيوبينو

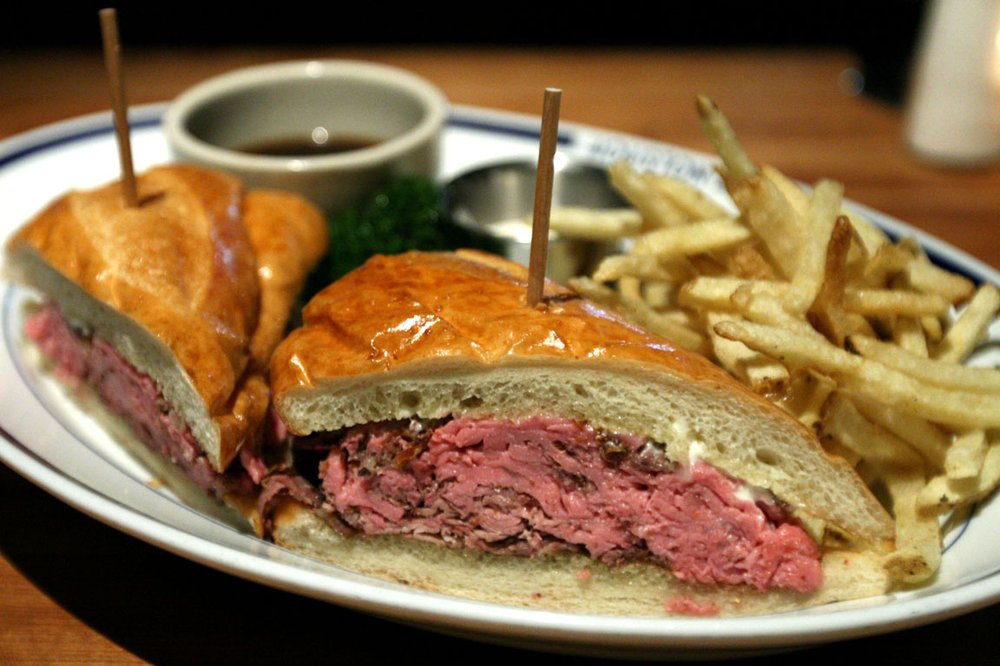
ساندويتش فرنسي بالغطس مع أوجو وبطاطس مقلية

### بيتزا على طريقة كاليفورنيا
تركز بيتزا على طريقة كاليفورنيا على مكونات البيتزا غير التقليدية، مثل المنتجات الطازجة واللحوم المشوية. اشتهرت لأول مرة بفضل مطاعم فولفغانغ باك "سباغو"، ثم قُدمت للجمهور لاحقًا من خلال مطاعم مثل "كاليفورنيا بيتزا كيتشن".

### بطاطس كارني أسادا المقلية
بطاطس كارني أسادا المقلية هي طبق مطبخ أمريكي مكسيكي نشأ في مجتمع الـتشيكانو في سان دييغو. ويتكون الطبق عادةً من بطاطس مقلية، وكارني أسادا، وغواكامولي، وقشدة حامضة، وجبن.

### تشيوبينو
التشيوبينو هو حساء مأكولات بحرية إيطالي-أمريكي ابتُكر في سان فرانسيسكو. وغالبًا ما يحتوي على السلطعون، والجمبري، والمحار، والأسماك ذات اللحم المتماسك المطبوخة مع الأعشاب في زيت الزيتون والنبيذ، مع البصل والثوم والطماطم وأحيانًا خضروات أخرى. يُقال إنه ابتُكر من قبل مهاجرين من جنوة في سان فرانسيسكو في أواخر القرن التاسع عشر. وهو نوع من الـبوريدا وقد يكون مرتبطًا بالـبوريد والـبويابيس.

### كراب لوي
كراب لوي هو نوع من السلطة التي تحتوي بشكل بارز على لحم السلطعون. ويعود تاريخ الوصفة إلى أوائل القرن العشرين ونشأت على الساحل الغربي للولايات المتحدة. وعلى الرغم من أن أصول طبق كراب لوي الدقيقة غير مؤكدة، إلا أنه كان يُقدم في سان فرانسيسكو في وقت مبكر من عام 1910 واكتسب شعبية في الثلاثينيات في فيشرمان وورف.

### ساندويتش فرنسي بالغطس
ساندويتش فرنسي بالغطس، أو ساندويتش اللحم بالغطس، هو ساندويتش ساخن يتكون من لحم بقري مشوي مقطع إلى شرائح رفيعة على "خبز فرنسي" أو باغيت، وعادة ما يقدم سادة، ولكن هناك تنويع بإضافة جبن سويسري، وبصل، ووعاء من مرق اللحم المنتج من عملية الطهي (يُطلق عليه أو جو "مع العصير").
ادعى مطعمان في لوس أنجلوس أنهما مكان ولادة الساندويتش الفرنسي بالغطس في عام 1908: "كولز باسيفيك إلكتريك بوفيه" و"فيليب ذا أوريجينال".

### هانغتاون فراي
هانغتاون فراي هو نوع من البيض المخفوق المصنوع من مزيج من البيض ولحم الخنزير المقدد والمحار. كان اختراعًا من عصر حمى ذهب كاليفورنيا واكتسب شعبية في بلاسيرفيل وسان فرانسيسكو، وكان يعتبر من الكماليات باهظة الثمن.

### بوريتو ميشن
بوريتو ميشن هو نوع من البوريتو الذي أصبح شائعًا لأول مرة خلال الستينيات في حي ميشن في سان فرانسيسكو، كاليفورنيا. يتميز بحجمه الكبير، وإضافة الأرز، وغالبًا ما يُطهى على صاج مسطح.

## منتجات غذائية فاخرة

### المخابز
تشمل المخابز والمنتجين الفاخرين الذين بدأوا في كاليفورنيا:
- شركة أكمي للخبز (Acme Bread Company)
- مخبز لا تيمبيستا (La Tempesta Bakery)
- مخبز سيميفرديز (Semifreddi's Bakery)
- مخبز تاكاكي (Takaki Bakery)
- مخبز يور بلاك مسلم (Your Black Muslim Bakery)

### الجبن والألبان
تشمل شركات ومنتجي الجبن والألبان الفاخرة التي بدأت في كاليفورنيا:
- كاوغيرل كريمري[48]
- كلوفر سونوما (Clover Sonoma)
- لورا شينيل (Laura Chenel)
- شركة مارين فرنش للجبن (Marin French Cheese Company)[49]
- شركة بوينت رييس فارمستيد للجبن (Point Reyes Farmstead Cheese Company)

### الشوكولاتة والآيس كريم والحلويات
تشمل شركات ومنتجي الشوكولاتة الفاخرة التي بدأت في كاليفورنيا:
- داندلايون للشوكولاتة (Dandelion Chocolate)[50]
- درير
- باسكن روبنز
- شركة غيرارديلي للشوكولاتة[51]
- شركة غيتارد للشوكولاتة (Guittard Chocolate Company)
- آيس كريم إتس-إت (It's-It Ice Cream)
- جيلي بيلي
- حلويات جوزيف شميدت (Joseph Schmidt Confections)[52]
- صانع الشوكولاتة شارفن برغر (Scharffen Berger Chocolate Maker)[53]
- سيز كانديز[54]
- تشو (TCHO)[50]

### القهوة
- بلو بوتل كوفي
- ذا كوفي بين أند تي ليف
- فولجرز
- هيلز بروس كوفي (Hills Bros. Coffee)
- إم جي بي (MJB)
- أوكلاند كوفي وركس (Oakland Coffee Works)
- بيتس كوفي آند تي[55]
- فيلز كوفي

## وصلات خارجية
- وسائط متعلقة بـ Cuisine of California في كومنز.